# Lupersat
Lupersat là một xã thuộc tỉnh Creuse trong vùng Nouvelle-Aquitaine miền trung nước Pháp. Xã này nằm ở khu vực có độ cao trung bình 580 mét trên mực nước biển.

## Địa lý
Thị trấn nằm trong thung lũng sông Tardes, cự ly khoảng 10 dặm (16 km) về phía đông bắc Aubusson, tại giao lộ các tuyến đường D38 và tuyến đường D988.

## Dân số
| 1962                                                        | 1968 | 1975 | 1982 | 1990 | 1999 | 2005 |
| ----------------------------------------------------------- | ---- | ---- | ---- | ---- | ---- | ---- |
| 569                                                         | 505  | 413  | 401  | 375  | 354  | 368  |
| Số liệu điều tra dân số từ năm 1962 Dân số chỉ tính một lần |      |      |      |      |      |      |

## Địa điểm nổi bật
- Nhà thờ, từ thế kỷ 12.
- Nhà thế kỷ 14 tại La Chezotte.
- Phế tích lâu đài thế kỷ 15 tại Lavaux-Graton.